# Buprenorfină
Buprenorfina este un analgezic opioid cu potență medie care acționează slab pe receptorii μ, fiind utilizată în tratamentul dependenței de opioide (singură sau în asociere cu naloxonă) și în tratamentul durerii acute sau cronice. Deoarece se leagă puternic de acești receptori, durata sa de acțiune este lungă. Poate fi administrat pe cale orală, intramuscular (i.m.), intravenos (i.v.) sau pe cale spinală (subarahnoidian sau peridural).
Efectele adverse includ deprimare respiratorie, somnolență, insuficiență suprarenaliană, prelungirea intervalului QT, hipotensiune arterială, reacții alergice, constipație și instalarea dependenței de opiode.
Molecula a fost patentată în 1965 și a fost aprobată pentru uz medical în Statele Unite ale Americii în anul 1981. Se află pe lista medicamentelor esențiale ale Organizației Mondiale a Sănătății.